# Pinckneyville
Pinckneyville è un comune degli Stati Uniti d'America, situato in Illinois, nella Contea di Perry, della quale è il capoluogo.